# مرسيدس بنز دبليو 123
مرسيدس بنز دبليو 123 (بالإنجليزية: Mercedes-Benz W123) هي سيارة من صناعة مرسيدس بنز أنتجت في 1976 وتوقف إنتاجها في 1985.